# 墨索里尼内阁
墨索里尼内阁（義大利語：Governo Mussolini）指的是意大利王国时期由國家法西斯黨領袖贝尼托·墨索里尼组建的内阁。这个内阁是自意大利统一以来执政时间最长久的内阁，从1922年10月31日起至1943年7月25日为止，持续时间长达7572天（20年8个月25天）。这一个内阁的执政党为国家法西斯党，故而又被称为意大利法西斯政权。
1922年，国家法西斯党发动向罗马进军。随后意大利国王维托里奥·埃马努埃莱三世解散了第二次法克塔内阁，任命墨索里尼组阁。
1924年意大利大选，墨索里尼使用恐吓及威迫的战术，使国家法西斯党取得了压倒性的胜利。随后，该党取得了国会三分之二的多数议席。1926年，意大利解散了其他政党，国家法西斯党成为了一党专政体制下的唯一合法政党。在其执政期间，法西斯大议会成为了国家的最高机关。在此后的1929年和1934年两次大选中，作为唯一合法政党的国家法西斯党均毫无疑问地以绝对优势胜出。
墨索里尼内阁执政期间，意大利经济获得飞速发展。之后意大利与納粹德國结盟，在第二次世界大战爆发以后加入了轴心国阵营。1943年，盟军入侵西西里之后，墨索里尼在7月25日被法西斯大议会罢免职务，标志着墨索里尼内阁的下台。取而代之的是第一次巴多格里奥内阁。